# Task (TV-serie)
Task är en amerikansk kriminalserie som har en planerad premiär på Max under 2025. Den första säsongen som består av 8 avsnitt är skapad av Brad Ingelsby.

## Handling
Serien kretsar kring FBI-agenten Tom som leder en insatsstyrka i en förort till Philadelphia för att sätta stopp för en rad rån mot knarkhus som leds av en till synes vanlig familjefar.

## Rollista (i urval)
- Mark Ruffalo - Tom
- Tom Pelphrey - Robbie
- Emilia Jones - Maeve
- Thuso Mbedu - Aleah
- Raúl Castillo - Cliff
- Jamie McShane - Perry
- Sam Keeley - Jayson
- Fabien Frankel - Anthony
- Alison Oliver - Lizzie